# ميزتلي
ميزتلي (بالتركية:Mezitli) هي منطقة تابعة لبلدية مرسين تأسست منظمة المنطقة في 2008 وتبلغ مساحة المنطقة الإجمالية 515.79 كيلومترًا مربعًا وارتفاعها 5 أمتار. تعد ميزتلي من المناطق الشهيرة في مرسين، تركيا.